# 黄金坪
39°57′36″N 124°18′36″E / 39.960000°N 124.310000°E
黄金坪（朝鲜语：／），之前称黄草坪（朝鲜语：／），是朝鲜民主主义人民共和国的一个自由贸易区，位于平安北道薪岛郡，面积大约11.45平方公里，隔鸭绿江与朝鲜本土对望。该自贸区曾经是个潮汐岛，当江水涨潮时与中国辽宁省丹东市振兴区安民镇有一条水道隔开，但随着鸭绿江水携带的大量泥沙不断囤积，该地区现在已与安民镇文斌村、东港市前阳镇海龙村陆路相连，中间仅隔着一道铁丝网。该地区同威化岛一起以五十年租期租借给中国企业开发，之后有新闻媒体称租借时间被延长到一百年并会在当地建立一个自由贸易区，让外国人免签证自由进出。
在经济贸易区计划搁浅后，黄金坪一度成为走私犯进行地下贸易、脱北者逃离朝鲜的通道。不过到2024年，该地加固了边境铁丝网，加密了探头及哨所。